# José Adriano La Madrid
José Adriano La Madrid fue un abogado, juez y político peruano. 
En 1901 fue elegido diputado suplente por la provincia de Bajo Amazonas del departamento de Loreto durante el periodo histórico conocido como la República Aristocrática. Durante su gestión fue impulsor, junto con sus colegas diputados por Loreto José Antonio de Lavalle y Mariano Lino Cornejo, de la creación de la Corte Superior de Justicia de Loreto que fue creada Ley N.º 230 del 6 de octubre de 1906 y se instaló el 21 de abril de 1907. La Madrid fue el primer presidente de esa corte.